# Hugo I van Champagne
Hugo I van Champagne (1075-1126) was de jongste zoon van Theobald III van Blois uit diens huwelijk met Adelheid van Valois-Amiens. 
In 1093 volgde Hugo zijn overleden oudere broer Odo III op als graaf van Champagne.
Hugo was in 1093 gehuwd met Constance (1078-1124/1126), dochter van Filips I van Frankrijk, en vervolgens met Elizabeth, dochter van graaf Stefanus I van Bourgondië. Hugo trad in 1125 af als graaf van Champagne om tempelier te worden. Zijn neef Theobald IV van Blois volgde hem op.

## Voorouders
| Voorouders van Stefanus II van Blois (1075-1126) | Voorouders van Stefanus II van Blois (1075-1126)                    | Voorouders van Stefanus II van Blois (1075-1126)                    | Voorouders van Stefanus II van Blois (1075-1126)                    | Voorouders van Stefanus II van Blois (1075-1126)                    | Voorouders van Stefanus II van Blois (1075-1126)                      | Voorouders van Stefanus II van Blois (1075-1126)                      | Voorouders van Stefanus II van Blois (1075-1126)                    | Voorouders van Stefanus II van Blois (1075-1126)                    |
| ------------------------------------------------ | ------------------------------------------------------------------- | ------------------------------------------------------------------- | ------------------------------------------------------------------- | ------------------------------------------------------------------- | --------------------------------------------------------------------- | --------------------------------------------------------------------- | ------------------------------------------------------------------- | ------------------------------------------------------------------- |
| Overgrootouders                                  | Odo I van Blois (950-996) ∞ Bertha van Bourgondië (967-1010)        | Odo I van Blois (950-996) ∞ Bertha van Bourgondië (967-1010)        | Willem IV van Auvergne (–1018) ∞ ? (-)                              | Willem IV van Auvergne (–1018) ∞ ? (-)                              | Rudolf III van Valois (1000-1038) ∞ Adelheid van Breteuil (1005-1051) | Rudolf III van Valois (1000-1038) ∞ Adelheid van Breteuil (1005-1051) | Nocher III van Bar-sur-Aube (980-1040) ∞ ? (-)                      | Nocher III van Bar-sur-Aube (980-1040) ∞ ? (-)                      |
| Grootouders                                      | Odo II van Blois (983-1037) ∞ Irmgard van Auvergne (990-1040)       | Odo II van Blois (983-1037) ∞ Irmgard van Auvergne (990-1040)       | Odo II van Blois (983-1037) ∞ Irmgard van Auvergne (990-1040)       | Odo II van Blois (983-1037) ∞ Irmgard van Auvergne (990-1040)       | Rudolf IV van Vexin (1021–1074) ∞ Adelheid van Boves (1010-1053)      | Rudolf IV van Vexin (1021–1074) ∞ Adelheid van Boves (1010-1053)      | Rudolf IV van Vexin (1021–1074) ∞ Adelheid van Boves (1010-1053)    | Rudolf IV van Vexin (1021–1074) ∞ Adelheid van Boves (1010-1053)    |
| Ouders                                           | Theobald III van Blois (1012-1089) ∞ Adelheid van Valois-Amiens (-) | Theobald III van Blois (1012-1089) ∞ Adelheid van Valois-Amiens (-) | Theobald III van Blois (1012-1089) ∞ Adelheid van Valois-Amiens (-) | Theobald III van Blois (1012-1089) ∞ Adelheid van Valois-Amiens (-) | Theobald III van Blois (1012-1089) ∞ Adelheid van Valois-Amiens (-)   | Theobald III van Blois (1012-1089) ∞ Adelheid van Valois-Amiens (-)   | Theobald III van Blois (1012-1089) ∞ Adelheid van Valois-Amiens (-) | Theobald III van Blois (1012-1089) ∞ Adelheid van Valois-Amiens (-) |